# Staatsarchiv Coburg

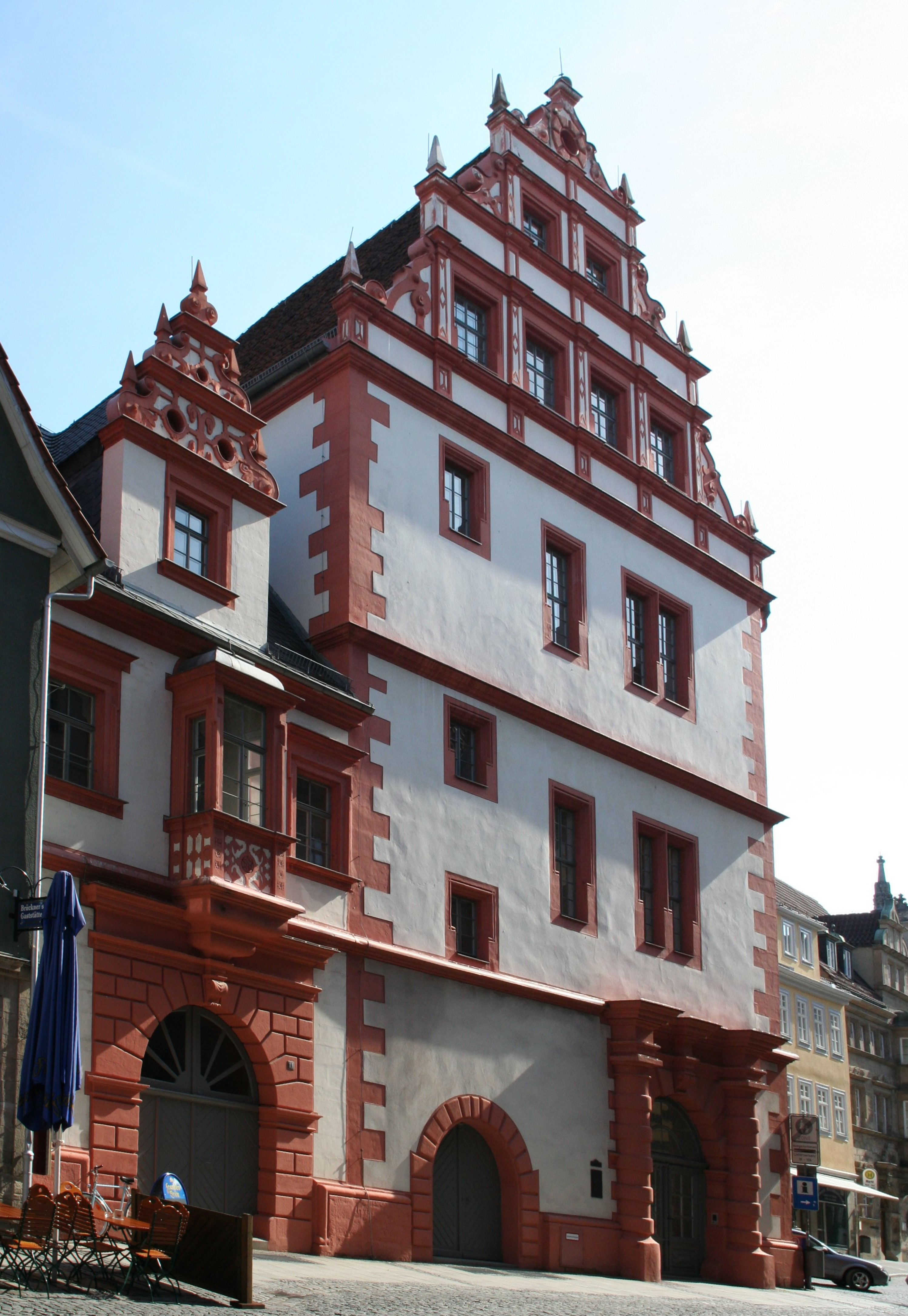
Ehemaliges Zeughaus, heute Staatsarchiv Coburg

Das Staatsarchiv Coburg ist das für die kreisfreie Stadt und den Landkreis Coburg zuständige bayerische Staatsarchiv. Es umfasst das Gebiet des 1920 mit Bayern vereinigten damaligen Freistaats Coburg. Das Staatsarchiv ist heute im ehemaligen Zeughaus in der Herrngasse 11 untergebracht.

## Lage
Das Staatsarchiv Coburg, bis 1988 im Schloss Ehrenburg untergebracht, befindet sich heute im ehemaligen Zeughaus in der Coburger Altstadt, Herrngasse 11 zwischen Markt und Schlossplatz. Das Gebäude erstreckt sich von der Herrngasse aus an der Theatergasse entlang bis zur Großen Johannisgasse.

## Bestände
Die Bestände des Staatsarchivs umfassen:
- Das ehemalige Herzogliche Haus- und Staatsarchiv von Sachsen-Coburg
- Dokumente älterer Coburger Behörden
- Dokumente der Behörden des ehemaligen Freistaats Sachsen-Coburg
- Dokumente von Behörden und Gerichten ab zirka 1920 im Gebiet der kreisfreien Stadt und des Landkreises Coburg.

Der historische Sprengel reicht beträchtlich in den südthüringischen Raum, umfasst das Amt Königsberg (1879–1920 Teil des Landkreises Coburg) und für die Zeit von 1816 bis 1834 das Gebiet des linksrheinischen Fürstentums Lichtenberg (heute die Kreise St. Wendel und Kusel).
Der Umfang beträgt rund 3.410 lfm mit zirka 333.825 Archivalieneinheiten.